# Геннрих, Фридрих
Фридрих Геннрих (нем. Friedrich Gennrich; 27 марта 1883, Кольмар — 22 сентября 1967, Ланген) — немецкий музыковед
, источниковед, литературовед.
Изучал романскую филологию и музыковедение (у Фридриха Людвига) сперва в Страсбургском университете, затем в Сорбонне (в том числе под руководством Жозефа Бедье). С 1919 г. преподавал во Франкфуртском университете, с 1934 г. профессор.
Геннрих изучал высокую песенную традицию Средневековья — прежде всего, творчество провансальских трубадуров и французских труверов, но также и немецкий миннезанг. Он подготовил ряд научных изданий памятников соответствующей эпохи, в том числе трёхтомное собрание «Рондо, виреле и баллады» (нем. Rondeaux, Virelais und Balladen; 1921, 1927, 1963), «Старофранцузские песни» (нем. Altfranzösische Lieder; 1953—1956) и др. Важной темой исследований Геннриха было изучение контрафактуры — распространённого в Средние века сочинения нового текста на прежнюю музыку: подробно эта тема освещена в монографиях «Песенная контрафактура в средне-верхне-немецкую и древне-верхне-немецкую эпоху» (нем. Liedkontrafaktur in mittelhochdeutscher und althochdeutscher Zeit; 1948) и «Контрафактура в песенном творчестве Средних веков» (нем. Die Kontrafaktur im Liedschaffen des Mittelalters; 1965).

## Научные труды и нотные издания (выборка)
- Rondeaux, Virelais und Balladen aus dem Ende des XII., dem XIII., und dem ersten Drittel des XIV. Jahrhunderts mit den überlieferten Melodien. 3 Bde., hrsg. v. F. Gennrich. Dresden, 1921 (тексты и ноты); Göttingen, 1927; Langen bei Frankfurt, 1963.
- Trouvèrelieder und Motettenrepertoire // Zeitschrift für Musikwissenschaft 9 (1926), S. 8-39, 65-85.
- Lateinische Liedkontrafaktur: eine Auswahl lateinischer Conductus mit ihren volkssprachigen Vorbildern. 2 Bde, hrsg. v. F. Gennrich. Darmstadt, 1956.
- Bibliographie der ältesten französischen und lateinischen Motetten. Frankfurt, 1957. (Summa musicae medii aevi 2).
- Die Kontrafaktur im Liedschaffen des Mittelalters. Langen bei Frankfurt, 1965.